# Loperamid
Loperamid ist ein Arzneistoff aus der Gruppe der Peristaltikhemmer, der zur symptomatischen Behandlung von Durchfallerkrankungen verschiedener Ursachen bei Jugendlichen ab 12 Jahren und Erwachsenen eingesetzt wird. Seit 2013 steht Loperamid (2 mg Tabletten) auf der Liste der unentbehrlichen Arzneimittel der Weltgesundheitsorganisation (aktuell: WHO Model List of Essential Medicines 19th List 2015).

## Geschichte
Loperamid wurde erstmals 1969 von Paul Janssen (Janssen Pharmaceutica) im belgischen Beerse synthetisiert. Die erste klinische Studie mit Loperamid wurde 1973 im Journal of Medicinal Chemistry publiziert. 1973 wurde Loperamid unter dem Handelsnamen Imodium auf den Markt gebracht. In Deutschland ist Loperamid seit 1976 erhältlich.

## Anwendungsbereich
Loperamid (Loperamidhydrochlorid) ist das meistverkaufte nicht rezeptpflichtige Antidiarrhoikum auf dem deutschen Markt. Bei Durchfällen (Diarrhoen) steht die symptomatische Behandlung im Vordergrund. Typische Therapiemaßnahmen sind: Anordnung einer ausreichenden oralen Flüssigkeits-/Elektrolytaufnahme, ärztliches Beratungsgespräch zur diätetischen Ernährung, Hygiene- sowie Verhaltensmaßnahmen (Händedesinfektion, Meidung von Gemeinschaftseinrichtungen, ggf. Arbeitsverbot im Gastronomie-/Lebensmittelgewerbe), bei Bedarf die Verordnung von Antidiarrhoika sowie bei Bedarf Antiemetika und Probiotika.
Loperamid wird von der Deutschen Gesellschaft für Allgemeinmedizin und Familienmedizin als symptomatische Bedarfsmedikation bei akutem Durchfall empfohlen. Loperamid wird oral eingenommen und gilt als effektiv in der symptomatischen Behandlung von Durchfallerkrankungen verschiedener Ursache, dazu gehören: akute unspezifische Durchfälle (Diarrhoen), Reisedurchfall, Durchfälle infolge von Motilitätsstörungen und Durchfälle bei Reizdarmsyndrom. Zu weiteren Anwendungsgebieten unter ärztlicher Aufsicht gehören durch Chemotherapie oder Protease-Inhibitoren hervorgerufene Diarrhoen.
Einige Kombinationspräparate gegen akute Durchfälle mit Krämpfen enthalten zusätzlich den Wirkstoff Simeticon, um gasbedingte Beschwerden im Bauchraum zu lindern.

## Pharmakologie

### Wirkung
Loperamid (Loperamidhydrochlorid) wirkt als Agonist an den µ-Opioid-Rezeptoren im Plexus myentericus (Auerbach-Plexus). Der Plexus myentericus, der zum Enterischen Nervensystem (Darmnervensystem) gehört, durchzieht nahezu den gesamten Magen-Darm-Trakt und ist in der Tunica muscularis zwischen der longitudinalen (von oben nach unten verlaufenden) und zirkulären Muskulatur der Darmwand lokalisiert. Loperamid wirkt im Gegensatz zu anderen, häufig stark zentralaktiven Opioiden und Opiaten hauptsächlich lokal im Darm, so dass bei therapeutischer Dosierung keine gravierenden Nebenwirkungen im Nervensystem auftreten, die für Opioide bekannt sind; d. h. kein analgetischer Effekt, keine Hustendämpfung, keine Atemdepression, keine Miosis. Ebenso bleiben von Opioiden und Opiaten bekannte psychotrope Wirkungen wie Euphorie, Angstdämpfung oder Sedierung aus. Das Ausbleiben dieser Effekte erklärt auch, wieso Loperamid-haltige Fertigarzneimittel weder einer Rezept- noch einer  BTM-Rezeptpflicht unterliegen. Dennoch erschienen in der Fachpresse Berichte über Missbrauch der Arznei als berauschendes Mittel, was aber nur beispielsweise durch sehr hohe Dosen oder vorherige additive Aufnahme von p-GP-Inhibitoren möglich ist.
Loperamid reduziert die Aktivität der longitudinalen und zirkulären glatten Muskulatur in der Dünndarmwand. Daraus ergibt sich seine antidiarrhoische Wirkung: Der Transit des Darminhaltes im Dünndarm wird verlangsamt, dadurch hat der Darminhalt längere Zeit Kontakt mit der Darmschleimhaut, so dass mehr Flüssigkeit und Elektrolyte aus dem Darm aufgenommen werden können. Unter Anwendung von Loperamid wurde zudem eine Erhöhung des Spannungszustandes (Tonus) des Afterschließmuskels beobachtet.  Diese führt zu einer Verbesserung der Stuhlkontinenz bei Patienten mit und ohne Diarrhoe.

### Gegenanzeigen
Aus der Wirkweise von Loperamid resultiert, wann Loperamid nicht eingesetzt werden sollte: zur primären Behandlung von infektiösen Durchfallerkrankungen (Dysenterie), die oftmals durch Blut, Schleim oder Eiter im Stuhl gekennzeichnet sind, da durch die Ruhigstellung des Darms die Erreger verzögert ausgeschieden und, je nach Erreger, weiterhin Giftstoffe (Toxine) abgegeben werden.
Insbesondere bei einer Infektion durch enterohämorrhagische E. coli (EHEC) kann eine systemische Gefäßerkrankung ausgelöst werden (hämolytisch-urämisches Syndrom, HUS), daher darf Loperamid hierbei zur Behandlung nicht eingesetzt werden. Ferner darf Loperamid nicht angewandt werden bei akuten Schüben einer Colitis ulcerosa, Colitis pseudomembranosa durch Einnahme von Breitspektrum-Antibiotika und bei Patienten, bei denen eine Hemmung der Peristaltik zu vermeiden ist wegen möglicher Folgeerkrankungen einschließlich Ileus, Megacolon, toxisches Megacolon.

### Verträglichkeit
Loperamid wird in der empfohlenen Dosierung und Anwendungsdauer im Allgemeinen gut vertragen. Wenn bei akutem Durchfall innerhalb von 48 Stunden keine Besserung auftritt, sollte ein Arzt informiert werden. Eine längere Anwendung von Loperamid darf nur unter ärztlicher Verordnung und Verlaufsbeobachtung erfolgen. Die am häufigsten auftretenden Nebenwirkungen stehen im Zusammenhang mit der Wirkung auf die Motilitätsstörung (abdominale Schmerzen, aufgeblähter Bauch, Blähbauch, Übelkeit, Verstopfung).

### Interaktionen mit anderen Medikamenten
Loperamid zählt zu den Opioiden und ist strukturverwandt mit den Analgetika der Pethidin- und Methadon-Reihe. Loperamid ist jedoch ein sogenanntes Scheinopioid, das kaum Wirkung an den zentralen Opioidrezeptoren zeigt, da es diese normalerweise nicht erreichen kann. Ältere Lehrmeinungen führen dies auf die Unfähigkeit von Loperamid zurück, die intakte Blut-Hirn-Schranke zu überwinden. Jedoch verdichten sich die Hinweise darauf, dass es die Blut-Hirn-Schranke so gut wie alle Opioide passiert, allerdings umgehend mittels Transportproteinen (P-Glykoprotein, PGP) aus dem Zentralnervensystem in die Peripherie zurücktransportiert wird.
Bei defekter Blut-Hirn-Schranke kann es zu weitreichenden Nebenwirkungen kommen. Bei Hunden, genauer gesagt beim Collie und verwandten Hunderassen, wurde im Zusammenhang mit dem MDR1-Defekt, der zu einer mangelhaften oder fehlenden Synthese des P-Glycoproteins führt, bekannt, dass Loperamid zum Tode führen kann. Auch beim Menschen ist ein solcher Defekt bekannt, wobei kein Fall mit tödlichem Ausgang aufgrund therapeutischer Loperamiddosierungen bekannt ist. Allerdings sollte eine Medikation mit Loperamid bei Kindern unter 12 Jahren vermieden werden, da – besonders bei Säuglingen – die Blut-Hirn-Schranke noch nicht vollständig ausgebildet ist.
Loperamid kann in Wechselwirkung mit anderen Medikamenten Wirkungen im Zentralnervensystem zeigen. Bei gleichzeitiger Einnahme von Chinidin, Verapamil oder Ketoconazol können Anzeichen für eine Atemdepression ausgelöst werden. Ebenfalls wurden Wechselwirkungen unter der Einnahme von Ritonavir (HIV-Proteinase-Inhibitor) beobachtet.  Auch übermäßiger Genuss von chininhaltiger Limonade (Tonic Water, Bitter Lemon) in Verbindung mit der Einnahme von Loperamid kann zum Atemstillstand führen. Loperamid wirkt zudem als FIASMA (funktioneller Hemmer der sauren Sphingomyelinase).

## Handelsnamen
Monopräparate
Binaldan (CH), Enterobene (A), Imodium (A, CH), Imodium akut Kapsel/Lingual/Softkapsel (D, A), Lopedium (D), Lopedium akut (D), Lopimed (CH), Normakut (A), zahlreiche Generika (D, CH).
Kombinationspräparate
Imodium Duo (CH), Imodium N Duo (D)